# Gorilla beringei
El gorila oriental (Gorilla beringei) es una especie de primate haplorrino de la familia Hominidae. Es una de las dos especies del género Gorilla y el primate viviente más grande. Esta especie se subdivide en dos subespecies: el gorila oriental de planicie o de llanura (G. b. graueri), el cual es el más numeroso con 16 000 individuos, y el gorila de montaña (G. b. beringei) del cual restan solo 700 individuos.
La otra especie del género Gorilla es el gorila occidental (Gorilla gorilla), mucho más numeroso.

## Subespecies
Se reconocen las siguientes subespecies:
- Gorilla beringei beringei
- Gorilla beringei graueri